# Lobeč
Lobeč je obec v okrese Mělník ve Středočeském kraji. Rozkládá se přibližně osmnáct kilometrů severovýchodně od Mělníka, čtyři kilometry severovýchodně od Mšena a zhruba osmnáct kilometrů západně od Mladé Boleslavi. Žije zde 171 obyvatel.

## Historie
První písemná zmínka o obci pochází z roku 1323. Ve 14. století zde byl v horní části vesnice založen kostel Povýšení svatého Kříže (později barokně přestavěný), tamtéž doplněný roku 1654 o barokní zámek (přestavěn roku 1724 a 1883). Klenotem obce je však především pivovar, písemně připomínaný již roku 1586. Ten byl během druhé poloviny 19. století významně modernizován. Po svém znárodnění v roce 1948 objekt silně zchátral, ale od roku 2007 prochází zásadní rekonstrukcí. Noví majitelé z něj plánují učinit centrum turistického ruchu. V obci také působil slavný spisovatel Eduard Štorch, na jehož počest zde vzniklo muzeum.

## Obyvatelstvo
| Rok            | 1869 | 1880 | 1890 | 1900 | 1910 | 1921 | 1930 | 1950 | 1961 | 1970 | 1980 | 1991 | 2001 | 2011 | 2021 |
| -------------- | ---- | ---- | ---- | ---- | ---- | ---- | ---- | ---- | ---- | ---- | ---- | ---- | ---- | ---- | ---- |
| Počet obyvatel | 457  | 436  | 410  | 428  | 347  | 369  | 419  | 225  | 258  | 235  | 178  | 119  | 140  | 139  | 162  |
| Počet domů     | 68   | 73   | 73   | 73   | 69   | 71   | 79   | 76   | 66   | 62   | 51   | 76   | 74   | 75   | 80   |

## Obecní správa

### Územněsprávní začlenění
Dějiny územněsprávního začleňování zahrnují období od roku 1850 do současnosti. V chronologickém přehledu je uvedena územně administrativní příslušnost obce v roce, kdy ke změně došlo:
- 1850 země česká, kraj Jičín, politický okres Mladá Boleslav, soudní okres Bělá[9]
- 1855 země česká, kraj Mladá Boleslav, soudní okres Bělá
- 1868 země česká, politický okres Mnichovo Hradiště, soudní okres Bělá
- 1939 země česká, Oberlandrat Jičín, politický okres Mnichovo Hradiště, soudní okres Bělá[10]
- 1942 země česká, Oberlandrat Praha, politický okres Mladá Boleslav, soudní okres Bělá[11]
- 1945 země česká, správní okres Mnichovo Hradiště, soudní okres Bělá[12]
- 1949 Liberecký kraj, okres Doksy[13]
- 1960 Středočeský kraj, okres Mělník
- k 1. lednu 1980 Středočeský kraj, okres Mělník, město Mšeno[14]
- k 24. listopadu 1990 Středočeský kraj, okres Mělník[14]
- 2003 Středočeský kraj, okres Mělník, obec s rozšířenou působností Mělník

### Obecní symboly
Znak a vlajka byly obci uděleny rozhodnutím předsedkyně Poslanecké sněmovny Parlamentu České republiky dne 12. července 2023.

## Společnost
V obci Lobeč (407 obyvatel, četnická stanice) byly v roce 1932 evidovány tyto živnosti a obchody: cihelna, 2 hostince, 2 koláři, pekař, pila, sklad piva, Společenský pivovar v Podkováni, pokrývač, řezník, 2 obchody se smíšeným zbožím, spořitelní a záložní spolek pro Lobeč, švadlena, trafika, 3 truhláři, velkostatek Šimonek.

## Doprava
Dopravní síť
- Pozemní komunikace – Obcí prochází silnice II/273 Mělník–Mšeno–Lobeč–Doksy.
- Železnice – Železniční trať ani stanice na území obce nejsou. Nejblíže obci je železniční zastávka a nákladiště Vrátno ve vzdálenosti 2,5 km ležící na trati 076 z Mělníka a Mšena do Mladé Boleslavi.

Veřejná doprava 2012
- Autobusová doprava – V obci měly zastávky autobusové linky Nosálov–Mšeno (v pracovních dnech 3 spoje) a Nosálov–Katusice (v pracovních dnech 2 spoje) (dopravce Kokořínský SOK, s. r. o.).

## Volnočasové aktivity

### Turistika
- Cyklistika – Obcí vedou cyklotrasy č. 143 Ráj – Nosálov – Lobeč – Skalsko – Mladá Boleslav a č. 0008 Řepínský důl – Vrátno – Lobeč – Nosálov.
- Pěší turistika – Obcí vede turistická trasa  Mšeno – Skramouš – Lobeč – Nosálov – Vrátenská hora.

### Turistické zajímavosti
- Parostrojní pivovar (expozice o tradici a současnosti vaření piva, prohlídkový okruh)
- Muzeum Eduarda Štorcha

## Pamětihodnosti
- Zámek Lobeč
- Kostel Povýšení svatého Kříže
- Parostrojní pivovar
- Usedlost čp. 37
- Dům čp. 7

## Osobnosti
- Franz Lothar Ehemant (1748–1782), kunsthistorik a pedagog
- Václav Emanuel Horák (1800–1871), varhaník, hudební skladatel a pedagog
- Eduard Štorch (1878–1956), spisovatel a archeolog
- Alois Jech (1896–1952), pedagog
- František Šalanský (1933–2020), malíř, grafik a pedagog
- Jaromír Šimonek (1945–2021), spolumajitel místního zámku a bývalý starosta

## Galerie

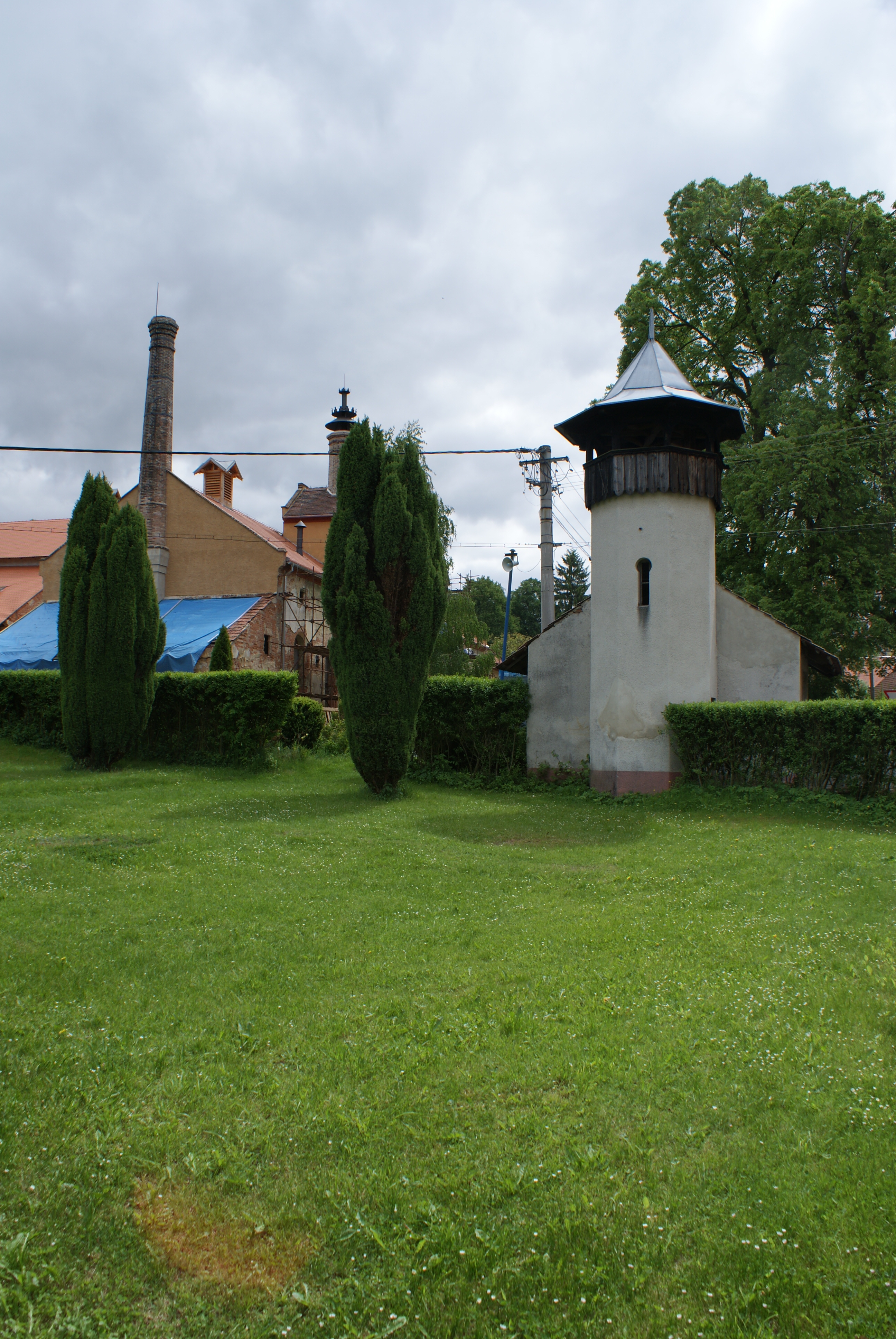
Bývalý holubník a pivovar na návsi
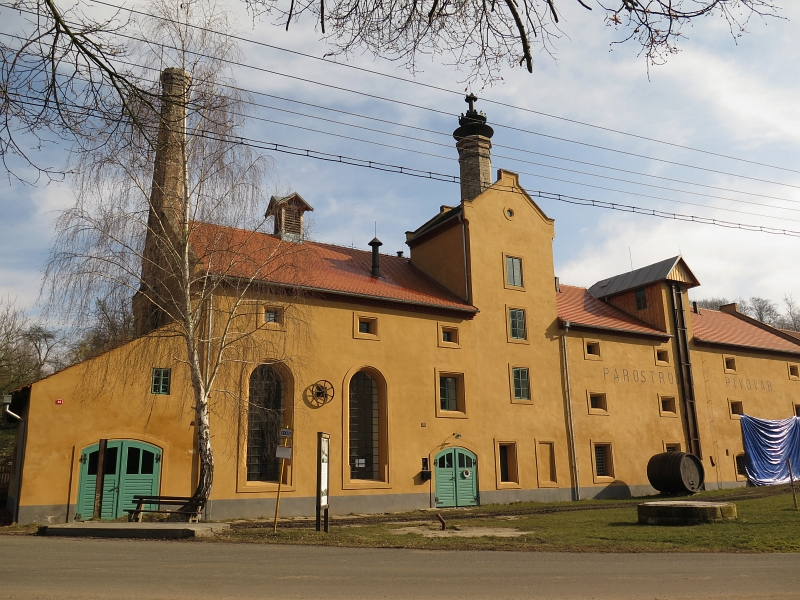
Pivovar Lobeč
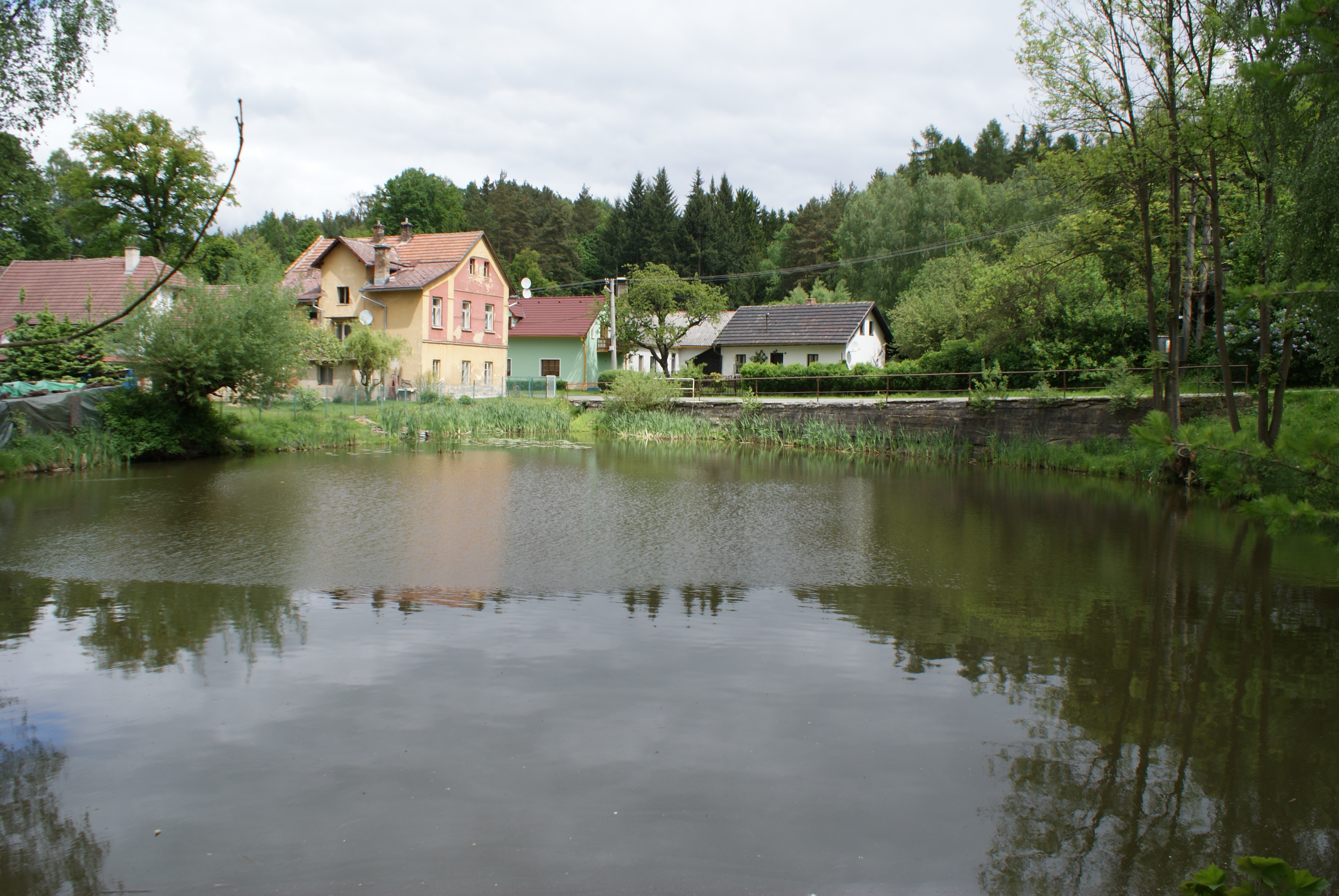
Rybník na návsi
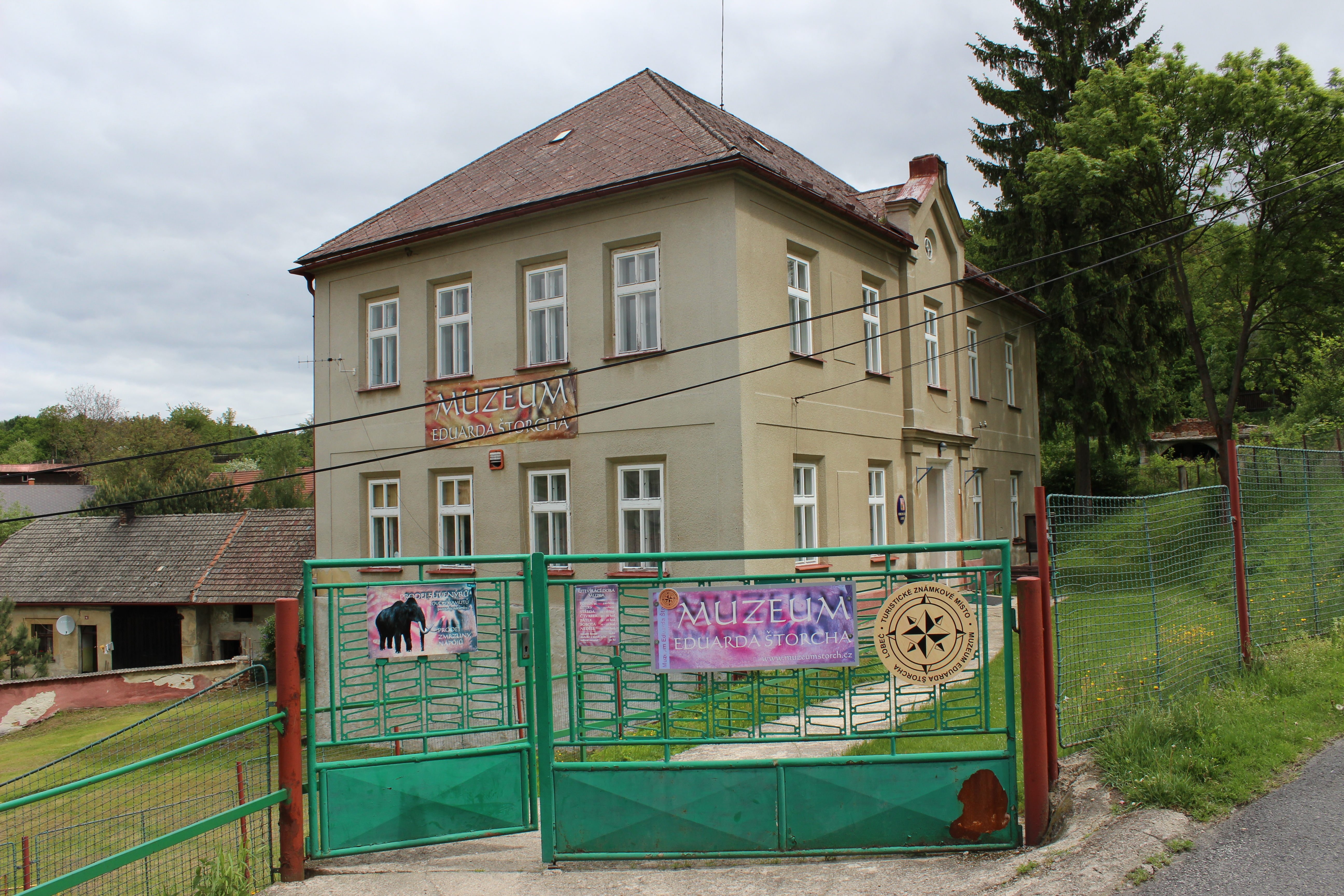
Muzeum Eduarda Štorcha, které je součástí obecního úřadu
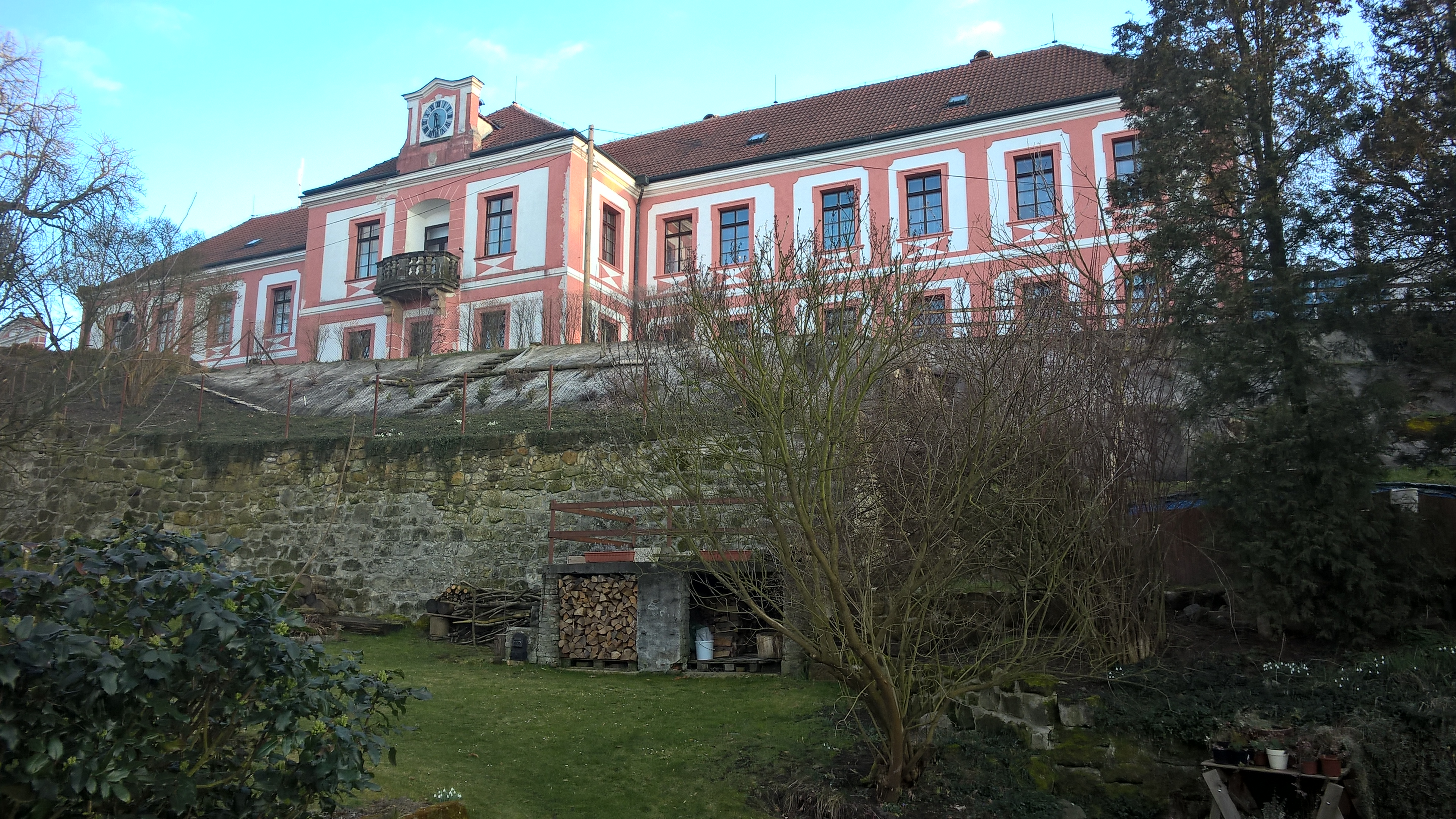
Zámek Lobeč
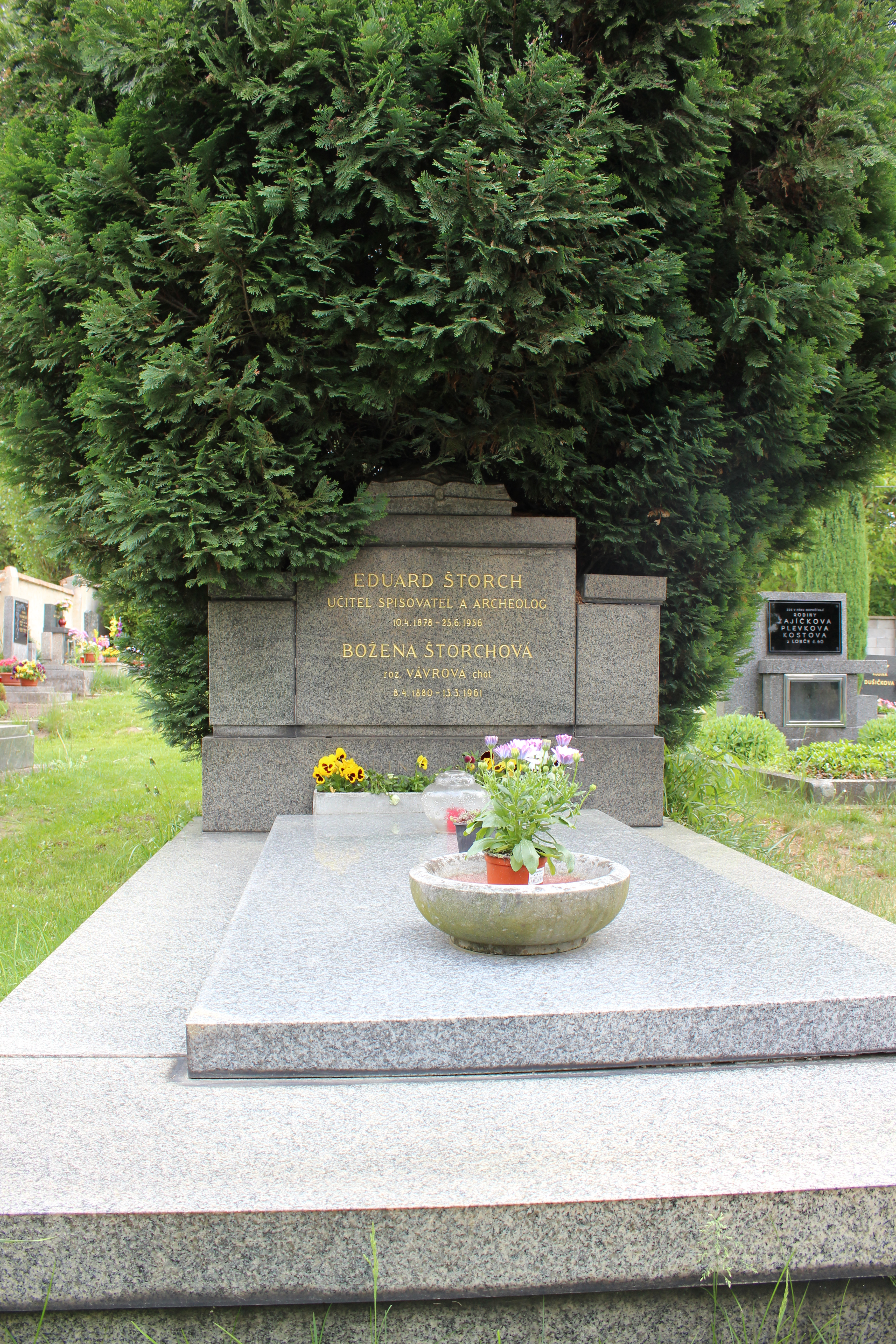
Hrob Eduarda Štorcha